# Tingambato
Tingambato è un comune del Messico, situato nello stato di Michoacán.